# Natalia Khoreva
Natalia Vladimirovna Khoreva (en russe : Наталья Владимировна Хорева), née le 28 mai 1986 à Moscou est une lugeuse russe.
Elle débute en Coupe du monde en 2006-2007, puis participe aux Jeux olympiques de Vancouver en 2010, prenant la dixième place. En 2013-2014, elle réalise sa meilleure saison avec une troisième place à Sigulda, gagnant également le titre de championne d'Europe.

## Palmarès
- Jeux olympiques
  - 10e en 2010
  - 8e en 2014

- Coupe du monde
  - Meilleur classement général : 11e en 2014.
  - 1 podium

- Championnats d'Europe
  -  médaille d'or du simple en 2014 à Sigulda.
  -  médaille d'or par équipes en 2014 à Sigulda.